# Melita (komedia)
Melita (fr. Mélite) – debiutancka komedia Pierre’a Corneille’a z 1629 roku.
Tyrcys, który odradza przyjacielowi, Erastowi związek z nieposażną panną, niespodziewanie sam zakochuje się w Melicie. Ta zrywa z Erastem, który czując się zdradzony fabrykuje listy miłosne Melity do Filandra. Starający się dotąd o rękę siostry Tyrcysa, Chloris, Filander porzuca ją dla Melity. Ostatecznie pod wpływem skutków swego działania Erast sam przyznaje się do fałszerstwa. Tyrcys, upewniwszy się co do uczuć Melity, bierze ją za żonę, a Chloris decyduje się poślubić stałego w uczuciach Erasta.

## Data powstania utworu
Komedią Melita Corneille zadebiutował na scenie paryskiej. Sztukę wystawiła trupa Le Noir-Mondory, która ustaliwszy swą pozycję w Paryżu, przyjęła potem nazwę Théâtre du Marais, i z którą dramaturg z Rouen związał się na długie lata. Nieznany jeszcze nikomu autor nie pojawił się na afiszu teatralnym. Utwór miał swą premierę w 1629 roku i spotkał się z bardzo dobrym przyjęciem publiczności, której Corneille zaproponował zupełnie nowy typ komedii.

## Osoby
| Osoba     | Jej rola w dramacie            |
| --------- | ------------------------------ |
| Erast     | zakochany w Melicie            |
| Tyrcys    | przyjaciel Erasta i jego rywal |
| Filander  | kochanek Chloris               |
| Melita    | przyjaciółka Erasta i Tyrcysa  |
| Chloris   | siostra Tyrcysa                |
| Lizys     | przyjaciel Tyrcysa             |
| Kliton    | sąsiad Melity                  |
| Piastunka | Melity                         |

## Czas i miejsce akcji
Akcja utworu rozgrywa się w tym samym mieście, stosunkowo jednak rozległym skoro bohaterowie sztuki: Tyrcys, Chloris, Filander nigdy nie spotkali Melity i nie znają jej. Pomiędzy pierwszym a drugim aktem mija kilka do kilkunastu dni, podobnie między drugim a trzecim. Trzy kolejne rozgrywają się już w ciągu kilku godzin.

## Treść

### Akt I
Erast zakochany w Melicie, wyjawia swemu przyjacielowi Tyrcysowi, że by ją zdobyć, gotów jest się z nią ożenić. Tyrcys odradza mu ten krok – uroda przemija, a pieniądze zawsze są miłe mężowi. Radzi mu poszukać lepszej partii. Erast, by przekonać przyjaciela o piękności Melity, spotyka go z nią. Melita drwi sobie ze wzdychań Erasta. Tyrcys powtarza swoje poprzednie rady. Po odejściu Erasta jego lojalność wobec przyjaciela zaczyna słabnąć. Filander zabiega o Chloris i przyrzeka ją poślubić. Tyrcys napomyka siostrze o swym zauroczeniu piękną nieznajomą. Chloris z ciekawości podąża za nim, by odkryć jej tożsamość.

### Akt II
Erast dostrzega, że od kilku dni Melita mówi tylko o Tyrcysie. Próbuje do niej przemówić, ona jednak odrzuca go ostatecznie. Erast postanawia się zemścić. Tyrcys odczytuje siostrze sonet wysławiający Melitę, który napisał dla Erasta. Chloris domyśla się, że brat zakochał się w Melicie. Tyrcys wyznaje jej, że jest rozdarty pomiędzy lojalnością względem przyjaciela a uczuciem do Melity. Chloris przekonuje go, że skoro Erast od dwóch lat bezskutecznie zabiega o względy Melity, to najwyraźniej nie jest przez nią kochany. Erast tymczasem wręcza sąsiadowi Melity, Klitonowi, sfabrykowany list miłosny Melity do Filandra, który ten ma wręczyć za odpowiednią opłatą adresatowi. Filander waha się, czuje się związany z Chloris, zwycięża jednak ostatecznie urok Melity. Erast cieszy się podwójną zemstą na Tyrcysie i Chloris. Tyrcys wyjawia Melicie swą miłość i zyskuje jej wzajemność.

### Akt III
Tyrcys wychwala wdzięki Melity. Zwierza się Filandrowi ze swego szczęścia. Ten jednak wątpi w szczerość jego kochanki. Wreszcie pokazuje mu listy, z których wynika, że Melita kocha jego, Filandra, a on odwzajemnia to uczucie. Tyrcys wyzywa go na pojedynek. Filander nie chce się bić o względy, które już zyskał. Tyrcys żali się siostrze na niestałość Melity i pokazuje jej listy, które Filander w zamieszaniu zostawił. Chloris pociesza go, że Melita nie była warta jego starań. Tyrcys czuje się jednak jeszcze bardziej tym zgnębiony. Myśli nawet o samobójstwie. Chloris postanawia wykorzystać listy, które zostawił jej brat. Wyjawia Filandrowi w sekrecie, że Tyrcys ma nową kochankę i zaciekawionemu mężczyźnie pokazuje listy. Filander rozpoznaje pisane do niego listy, a nie mogąc ich odzyskać, postanawia wyzwać Tyrcysa na pojedynek.

### Akt IV
Piastunka nagabuje Melitę o przyczynę nieobecności Erasta. Melita twierdzi, że jego majątek nie jest w stanie przesłonić jego wad i wyznaje, że zakochała się w Tyrcysie. Piastunka pyta czy rozmawiała o tym z Mamą, która sprzyja Erastowi. Melita postanawia rozmówić się najpierw z siostrą Tyrcysa. Kiedy przyznaje się przed nią, że się zakochała, ta jak może zniechęca ją do nowego kochanka, sądząc, że Melita myśli o Filandrze. Wyrzuca jej niestałość, a w końcu pokazuje listy. Melita zaprzecza, by je pisała. Zjawia się Lizys z wieścią, że Tyrcys umarł ze zgryzoty, że go Melita porzuciła. Melita pada bez przytomności. Erast cieszy się ze swej zemsty na Tyrcysie i jego siostrze oraz wiarołomnym Filandrze. Gdy Kliton zawiadamia go o śmierci Tyrcysa i Melity, wpada w rozpacz. Jest wstrząśnięty skutkami swych działań. Odchodzi od zmysłów. Uznaje Klitona za przewoźnika umarłych do Hadesu. Filander szuka Tyrcysa, by się z nim pojedynkować, a nigdzie go nie znajdując, zastanawia się, czy nie wywrzeć zemsty na Chloris. Spotyka Erasta, który rozmawia z postaciami z greckiego świata umarłych, a wziąwszy Filandra za Minosa przyznaje się do sfałszowania listów. Lizys tymczasem wyjaśnia Chloris, że jej brat żyje. Wiadomość o jego śmierci była podstępem, który miał wybadać uczucia Melity do Tyrcysa.

### Akt V
Kliton pociesza zgnębioną Piastunkę, że Melita została w zamieszaniu omyłkowo wzięta za martwą, lecz już przyszła do siebie. Oddala się widząc zbliżającego się Erasta. Ten nadal rozmawia z cieniami i prosi o śmierć. Piastunka przekonuje go, że nie umarł, oraz że Tyrcys i Melita również żyją. Erast chce przeprosić Melitę za wyrządzone jej krzywdy. Filander prosi Chloris o przebaczenie, ona jednak nie chce go znać. Tyrcys i Melita są szczęśliwi z odzyskania siebie nawzajem. Namawiają też Chloris, by przebaczyła Filandrowi. Zjawia się Erast i przyznaje się do sfałszowania listów, prosząc w zamian o przebicie go mieczem, który trzyma w ręku. Melita przebacza mu. Jego działania przyczyniły się tylko do umocnienia ich miłości i pomogły przekonać matkę do ślubu z Tyrcysem. Próbującemu wychwalać dobroć Melity Erastowi przerywa Piastunka. Wskutek jego knowań Chloris pozostała sama i ma prawo do odwetu. Melita proponuje zdesperowanej przyjaciółce, by wzięła sobie Erasta, który w ten sposób będzie mógł odpokutować za swoje winy. Dowiódł, że jest wierny w miłości. Projekt popiera Tyrcys i Chloris zgadza się. Filandra młodzi postanawiają przeznaczyć Piastunce, która po ich odejściu rozważa głośno swoje zalety.

## Analiza
Melita odzwierciedla podobno miłosną przygodę autora. Sądzono, że wybranka poety nazywała się Milet (imię głównej bohaterki komedii byłoby anagramem) i mieszkała przy 15, rue aux Juifs. Prace nowszych autorów wskazują, że była nią raczej Katarzyna Hue, córka roueńskiego urzędnika, która darzyła go wzajemnością, dała się jednak przekonać rodzinie do poślubienia lepiej sytuowanego młodzieńca.
W swojej pierwszej komedii Corneille zerwał z konwencjonalnymi typami bohaterów odziedziczonymi po teatrze starożytnym i renesansowym. Zrezygnował z rubasznej, często sprośnej farsy pełnej żałosnych pedantów, zdradliwych pachołków i pieczeniarzy. Zrezygnował z obowiązkowej w tego typu sztukach postaci błazna, którego zadaniem było rozbawiać publiczność. Wypełnił scenę bohaterami świata mieszczańskiego, gdzie miłość szła w parze z trzeźwym wyrachowaniem, a galanteria z rzeczową wiedzą o małżeńskim pożyciu. Stadła kojarzono według afektów, jeśli uczuciu towarzyszyły gwarancje majątkowe, w przeciwnym razie rodzice ingerowali szybko i stanowczo.
Schemat intrygi sprowadza się do miłości dwóch par młodych bohaterów, której na przeszkodzie staje oszczerstwo lub sfałszowany list. Zakochani po wielu perypetiach w końcu rozpoznają intrygę i biorą ślub. Schemat wziął autor częściowo z pastorałek i tragikomedii, częściowo z powieści tzw. czułych. Stąd też pochodzi napuszony, dziwaczny język amantów i subtelne dyskusje o miłosnych ogniach, sekretach, niewoli serc.